# Интерстеллар. Наука за кадром
«Интерстеллар. Наука за кадром» (англ. The Science of Interstellar) — научно-популярная книга физика-теоретика и астронома Кипа Торна, опубликованная в 2014 году. Книга подробно рассказывает об опыте работы автора в качестве научного консультанта над научно-фантастическим фильмом «Интерстеллар», об интересных астрономических явлениях и законах Вселенной. Кристофер Нолан написал предисловие к книге.
Это вторая научно-популярная книга Торна после его работы «Чёрные дыры и складки времени. Дерзкое наследие Эйнштейна», опубликованной в 1994 году. «Интерстеллар. Наука за кадром» богато иллюстрирована.

## Идея и работа над фильмом
Кип Торн был автором идеи (вместе с Линдой Обст) фильма «Интерстеллар», режиссёром которого стал Кристофер Нолан. Идея фильма, в котором современные физические теории становятся основой сюжета, появилась у Торна в середине 2000-х годов. Изначально Торн обратился к Стивену Спилбергу, заинтересовавшемуся этой идеей и пригласившему в качестве сценариста Джонатана Нолана. После разрыва отношений Спилберга со студией Universal режиссёром картины был назначен Кристофер Нолан, а Торн выступил научным консультантом и исполнительным продюсером фильма.
Сам Кип Торн в своей книге о работе над фильмом пишет следующее:
Фильм Кристофера Нолана «Интерстеллар» подошел идеально для того, чтобы объяснить людям, что такое наука и какую великую силу она дает. Мне выпал счастливый случай участвовать в его создании с самого начала, помогая Нолану и его коллегам вплести в ткань повествования компоненты истинной науки.

## Содержание
В книге Кип Торн объясняет научные концепции, лежащие в основе космологических идей фильма. Учёный рассказывает о чёрных дырах, червоточинах, четвёртом и пятом измерениях, гравитационных аномалиях, квантовой гравитации и сингулярности, межзвёздных перелётах и путешествиях во времени.

## Отзывы
«Популярная механика» высоко оценивает книгу и считает, что она будет интересна интересующимся космологией читателям даже в отрыве от фильма. «Однозначно здесь придётся задумываться и размышлять, чего, в принципе, автор и добивается». Наталья Ломыкина в обзоре «РБК Стиль» называет чтение книги Торна весьма захватывающим для аудитории разной степени подготовленности и заявляет, что книга лучше фильма.